# هزاع المجالي
هزاع بركات المجالي (مواليد 1917 -وفاة 29 أغسطس 1960). من مواليد الكرك عام 1918 م. تولى عدة مناصب وزارية منها وزير الداخلية في حكومة فوزي الملقي. بعد إنهاءه للدراسة الابتدائية في الكرك والثانوية في مدرسة السلط الثانوية عمل مساحًا للأراضي ثم كاتبًا في محكمة صلح مأدبا. التحق فيما بعد بالجامعة السورية حيث تخرج فيها حاصلًا على الإجازة في الحقوق عام 1946 م. التحق هزاع المجالي بالإخوان المسلمين ليخرج عنهم إلى الحزب الوطني الاشتراكي الذي أُقيل منه بسبب قبوله استلام منصبٍ وزاريٍّ دون الرجوع للحزب في حكومة توفيق أبو الهدى الأخيرة. عمل إضافةً للعمل الوزاري رئيسًا للتشريفات الملكية، ونائبًا في مجلس النواب الأردني. تُوفي نتيجة لتفجير في مكتبه وقفت وراءه - بحسب التحقيقات- أجهزة الاستخبارات في الجمهورية العربية المتحدة في إقليمها الشمالي، بينما نفت الجمهورية العربية المتحدة ذلك. كان التفجير - بحسب تحقيقاتٍ - يستهدف أصلًا الملك الحسين بن طلال. استقالت حكومته الأولى على أثر الأحداث التي رافقت قضية انضمام الأردن لحلف بغداد، وقد التمس هزاع المجالي من الملك حل مجلس النواب كذلك؛ وهو الشيء الذي حدث فعلا بيد أن المجلس العالي لتفسير الدستور نقض ذلك القرار.

## نشأته
ولد لبركات المجالي، من شيوخ عشيرة المجالي في الكرك، والدته من الونديين وهي إحدى قبائل البلقاء، انضم والده إلى الثورة العربية وأرسل والدته إلى أهلها لتقيم بينهم بجهات ماعين وكانت حاملا به، فولدته أمه بين أهلها، وربّاه جداه لأمه بعد أن انفصل والداه وتزوجت أمه بابن عمها، حيث نشأ هزاع طفلا مدللا بالقياس لأترابه من بني قبيلته، حيث كان جده شيخ تلك القبيلة، وحين بلغ الخامسة من عمره سلّمه جده لشيخ يعلمه القرآن، حيث أتم قراءة القرآن بين الخامسة والعاشرة وحفظ المعلقات السبع، ثم جاء شيخ آخر فدرّسه بالإضافة للقرآن الجغرافيا والتاريخ والإنشاء ومبادئ علم الأشياء، في اوقات الفراغ كان يركب الخيل والجمال مع جده ويقوم بالرعي معه عند مرض الراعي. وفي العاشرة من عمره توفيت جدته وبعدها حضر والده واصطحبه إلى الكرك حيث بدأ يألف حياته الجديدة [بحاجة لمصدر].

## مرحلة المدرسة
كان للحكومة في قريتهم مدرسة فرافق أخاه دخيل المجالي بعد انتقاله إلى الكرك إلى المدرسة، وبعدها التحق بمدرسة الكرك الثانوية من الصف الثالث وحتى الثاني ثانوي وحافظ على المرتبة الأولى في هذه الصفوف، بعدها انتقل إلى مدرسة السلط الثانوية -الوحيدة آنذاك- ، وفي مدرسة السلط ألّف هزاع وزملائه جمعية سرية سموها جمعية الحرية الحمراء وقد ذكر في مذكراته أنه لم يكن لهذه الجمعية هدف واضح، وفي السنة الثانية والأخيرة مَرِض مرضا كاد يودي بحياته فكان يغادر سريره ليؤدي الفحص ثم يعود إلى المستشفى، وكانت النتيجة حصوله على المركز السادس وتخرج من المدرسة.

## مرحلة ما بعد المدرسة وتعليمه الجامعي
لم يلبث هزاع طويلا حتى تلقّى عرضا من دائرة الأراضي ليعمل مسّاحا، حيث ذهب وأقران له إلى كفر سوم في إربد، حيث أخذوا يتدربون على آلات المسح والتصوير وتحديد الأراضي لمدة شهرين، بعدها التحق بفرق المساحة للتدريب والعمل، وخلال عمله تم اختطافه هو والمستر هيد مدير الحراج حيث لحقت بهما قوات الأمن وخلصتهما. وعلى إثر هذا الحادث انتقل إلى عمان ومنها إلى القرى المجاورة لها، بعدها عُيِّن كاتبا لمحكمة صلح مادبا وقضى فيها ثلاثة سنوات عاد بعدها إلى الكرك عاطلا عن العمل إلى أن قرر الالتحاق بالجامعة السورية في دمشق بعد انقطاع خمس سنوات عن الدراسة وبدأ بدراسة الحقوق، حيث كان يعود إلى الكرك لقضاء عطلة الصيف وكان يحقق نتائج حسنة، وفي نهاية عام 1945 قامت بدمشق مظاهرة صاخبة تطالب بجلاء الفرنسيين حيث ساهمت الجامعة السورية بتنظيم تلك المظاهرات، وهبَّ عدد من الطلبة السوريين والأردنيين مطالبين بتجنيد الطلاب للمشاركة بمعركة التحرر فتم الإيعاز لقائد القوات السورية لتجنيدهم وانتهت حوادث الاعتداء الفرنسي بجلاء القوات الفرنسية وسائر القوات الأجنبية عن سوريا ولبنان حيث تم الاستقلال للبلدين. وقبل نهاية دراسته في الجامعة تزوّج هزاع من ابنة رفيفان المجالي –سميحة-. بعدها عاد للدراسة وحصل على الإجازة في الحقوق عام 1946.

## بدايته في العمل السياسي
بعدما درس القانون في دمشق، حصل على الترخيص لمزاولة مهنة المحاماة، وبدأ بعمله وافتتح مكتبا للمحاماة في الكرك واتسعت أعماله وكان له قضايا في معان والطفيلة ولدى محكمة الاستئناف في عمان، فأصبح يتردد على العاصمة كثيرا. وفي عهد وزارة سمير الرفاعي أبرق هزاع الرئيس الرفاعي يهنئه ويذكره بنضال الشعب الأردني ومطالبه ليتم استدعاءه لمقابلة رئيس الوزراء، وبعدها قابل الملك عبد الله الأول، الذي تحدث إلى الرفاعي لتعيين هزاع في الحكومة، فعُيٍّن موظفا للتشريفات في القصر في مستهل عام 1947، ورافق الملك في سفر له إلى مصر والسعودية والعراق. وفي أواخر عام 1948 تولّى رئاسة بلدية عمان فأخذ يشق الشوارع ويوسّعها وقام بتحسين شبكة المياه في العاصمة وزيادة آلات الضخ والخزانات حيث قضى في هذا المنصب سنتين قلّده بعدها الملك بقلادة ذهبية تقديرا له. وقبل أن يبلغ الثانية والثلاثين من عمره، أبلغه الملك بأنه وزير في الوزارة التي كان الملك أوكل إلى سمير الرفاعي تشكيلها حيث كان وزيرا للزراعة ثم وزيرا للعدلية.
بعد اغتيال الملك عبد الله الأول، وتنصيب الأمير نايف وصيا على العرش. وتقدمت بعدها حكومة الرفاعي بالاستقالة. وكانت البلاد على أبواب انتخابات نيابية، فذهب هزاع إلى الكرك ليرشِّح نفسه ونجح في تلك الانتخابات، حيث نودي بعدها ب الأمير طلال ملكا دستوريا وأقسم اليمين الدستورية أمام مجلس الامة. وكانت باكورة مجلس 1951 تعديل الدستور الاردني. وبعدها وبسبب الوضع الصحي للملك طلال نودي بالأمير حسين ملكا. وبعد ذلك تشكّلت وزارة برئاسة فوزي الملقي، حيث تقرر بعد ستة شهور من تشكيلها إشراك هزاع وزيرا للداخلية، حيث أكمل ما شرعت به الوزارة من إفراج عن المعتقلين في المنافي الصحراوية، وتعامل مع إحدى المظاهرات بنفسه واستطاع تهدئة المتظاهرين. وبعدها فضلت الوزارة تقديم استقالتها بسبب إطلاق بعض الصحف العربية لشائعات عن هذه الوزارة.
ألّف هزاع وعدد من النواب الحزب الوطني الاشتراكي وحصل على الترخيص، الذي كانت من أهدافه الدعوة إلى الاتحاد العربي، وبعد أن حلت حكومة أبو الهدى مجلس النواب ترشح هزاع عن الكرك وفاز في الانتخابات، بعدها اشترك في حكومة جديدة برئاسة أبي الهدى وزيرا للعدل. وقتها تم تداول مجلس الوزراء لعدة جلسات لتقرر موقفا ثابتا للأردن إزاء الصراع القائم بين العراق من جهة وسوريا ومصر من جهة أخرى. بعدها قدم هزاع استقالته من الحكومة وبعدها بفترة قدمت الوزارة استقالتها وشكّلت حكومة جديدة برئاسة سعيد المفتي وكان هزاع وزيرا للداخلية فيها، وذهب هزاع في هذه الفترة على رأس وفد اقتصادي بزيارة لبغداد للحصول على قرض مالي لتمويل عدة مشاريع.

## رئاسة الوزراء
عام 1955 وبعد زيارته إلى العراق، حضر الجنرال تمبلر إلى الأردن وأجرى مفاوضات مع المسؤولين الأردنيين حول الانضمام لحلف بغداد وعلى أثر هذه المفاوضات والشائعات التي كانت تطلق حول الوزراء استقالت حكومة المفتي وعُهِد إلى هزاع بتأليف الحكومة. ولم يبدر في اليومين الذين تبعا تشكيل الوزارة ما يشير إلى قيام مظاهرات ولكن إذاعة صوت العرب بالقاهرة شنت حملة من الإدعاءات بقيام مظاهرات وسقوط قتلى وجرحى في عمان وغيرها من المدن الأردنية حيث قال هزاع في مذكراته أن ذلك لم يحدث لكنه بدأ بالحدوث بعد ذلك [بحاجة لمصدر]. وكانت تعليمات هزاع تقضي بعدم استعمال الشدة ضد أحد وحتى عند تأزّم الموقف ونصح العديد له باستخدام الشدة إلا أنه عوضا عن ذلك صعد إلى القصر والتمس من الملك قبول استقالته، حيث آثر الاستقالة على اعتماد سياسة العنف وهو الذي كان يحاربها ويستهجنها. لم تدم وزارته سوى ستة أيام.
وتلت بعد وزارته وزارة ابراهيم هاشم ثم سمير الرفاعي.وقد قال هزاع المجالي في الجلسة التي عقدت لمنح الثقة لحكومة الرفاعي: لقد أردت مجتهدا للشعب الأردني أن يبلغ حياة كريمة في أربع سنوات، وأردت له خططا واسعة للنمو الاقتصادي والاجتماعي تكفل له مستوى معاشيا أعلى ومجتمعا أرقى... وأردت له المنعة من اليهود، يكفلها جيش أكبر وسلاح أشد وأمضى، حتى إذا ما ركبت إسرائيل رأسها يوما كانت الردة عليها في عقر دارها المؤقتة وكان يوم الخلاص...وبالتالي، فقد أردت للأردن أن تبرز شخصيته العربية النبيلة، كما أراد صاحبها أن تكون: شخصية البلد الذي يسر الصديق ويرعب العدو. وفي نيسان عام 1956 أصدر هزاع جريدة إسبوعية أطلق عليها اسم صوت الأردن وقد تولّى تحريرها بنفسه. وفي 7 حزيران 1956 استقال من مجلس النواب وبعدها تم حل البرلمان.
بعدها عين وزيراً للبلاط الملكي عام 1958 ، وفي تلك الفترة تم تشكيل عدد من الحكومات انتهت بتشكيل حكومة إبراهيم هاشم حيث أُعلنت الاحكام العرفية وبدأت نهاية عهد الاضطراب والفوضى.
شكّل الوزارة مرة أخرى عام 1959 حيث شهدت تلك الحقبة إقامة مشروعات هادفة وتطوراً في الأداء الإعلامي والإذاعي واختار ليساعده في تطوير الإعلام رئيس الوزراء الأسبق وصفي التل ليكون مديرا للتوجيه المعنوي.

## اغتياله
اغتيل المجالي بانفجار ضخم في الساعة العاشرة والنصف من صباح يوم الاثنين 29 أغسطس 1960، حيث كان يستقبل في رئاسة الوزراء كل يوم اثنين من كل أسبوع جموع المواطنين لتلبية مطالبهم وحل مشاكلهم وأدى الإنفجار إلى مصرع المجالي وعدد من كبار الموظفين وبعض المواطنين. كان الملك حسين بن طلال سيزور رئاسة الوزراء قبل ساعات من الإنفجار الذي يبدو أنه كان مخططا لاغتياله.